# Gina Pellón
Gina Pellón (26. december 1926 – 27. marts 2014) var en cubansk kunstner, som er berømt for sine abstrakte oliemalerier af kvinder i stærke farver. Gina Pellón boede og arbejdede i Paris. Hun flygtede fra Fidel Castros regime i Cuba, og hun kunne ikke vende tilbage.
Siden 1960 havde Gina Pellón årligt lavet udstillinger med sin kunst i lande som Schweiz, Holland, Belgien, Venezuela, Danmark, Tyskland, USA, Frankrig, Colombia, Mexico, Puerto Rico og Spanien.